# Города Йемена
В Йемене населёнными пунктами городского типа (urban), помимо Саны и Адена, считаются все другие столицы мухафаз, а также любое постоянное поселение с не менее чем 5000 жителями. На 2013 год в Йемене насчитывалось 225 городов. Большинство из них являются районными центрами, хотя существуют как и районы без городов, так и районы с несколькими городами. В нижеследующей таблице приведены десять крупнейших городов Йемена по результатам переписи 2004 года:
| №  | Название (рус.) | Население (2004) | Название (ар.) |
| -- | --------------- | ---------------- | -------------- |
| 1  | Сана            | 1 707 531        |                |
| 2  | Аден            | 588 938          |                |
| 3  | Таиз            | 466 968          |                |
| 4  | Ходейда         | 409 904          |                |
| 5  | Ибб             | 212 992          |                |
| 6  | Эль-Мукалла     | 182 478          |                |
| 7  | Дамар           | 146 346          |                |
| 8  | Амран           | 77 825           |                |
| 9  | Баджиль         | 55 760           |                |
| 10 | Сада            | 51 870           |                |

Прочие города Йемена